# Mario Tagliaferri
Mario Tagliaferri (ur. 1 czerwca 1927 w Alatri we Włoszech, zm. 21 maja 1999 w Paryżu) – włoski duchowny katolicki, arcybiskup, nuncjusz apostolski.

## Życiorys
5 sierpnia 1950 otrzymał święcenia kapłańskie i został inkardynowany do diecezji Alatri. W 1952 rozpoczął przygotowanie do służby dyplomatycznej na Papieskiej Akademii Kościelnej.
5 marca 1970 został mianowany przez Pawła VI pro-nuncjuszem apostolskim w Republice Środkowoafrykańskiej oraz arcybiskupem tytularnym Formiae. Sakry biskupiej 7 maja 1970 r. udzielił mu kardynał Jean-Marie Villot. 
Następnie w 1975 został przedstawicielem Watykanu na Kubie, w 1978 w Peru.
W 1985 został przeniesiony do nuncjatury w Hiszpanii.
Od lipca 1995 do śmierci pełnił funkcję nuncjusza we Francji.